# Archipiélago Gorong
El archipiélago Gorong se encuentra situado en Indonesia, entre el archipiélago Watubela y la isla Ceram, en las islas Maluku.
El Nagarakretagama una antigua eulogia javanesa al rey Hayam Wuruk de Majapahit escrito en 1365, menciona "Gurun" entre los territorios que tributaban al reino.
El naturalista inglés Alfred Russel Wallace describió las islas, a las que denominó Goram, en el Capítulo 25 de su libro El Archipiélago Malayo, publicado en 1869.